# Kaat Mossel
Catharina Mulder, ook wel Caetje Mulder maar beter bekend als Kaat Mossel (Rotterdam, 25 maart 1723 - aldaar, 29 juni 1798) was een bekende mosselkeurvrouw in Rotterdam. Ze was een volkse vrouw die faam verwierf in verband met de strijd tussen de patriotten en orangisten in Nederland in de 18e eeuw en met name in het orangistische oproer in Rotterdam in 1783 en 1784. 
Haar naam leeft voort in liederen, in namen van boten en restaurants en in de benaming "Ka" voor een bazige vrouw.

## Biografie

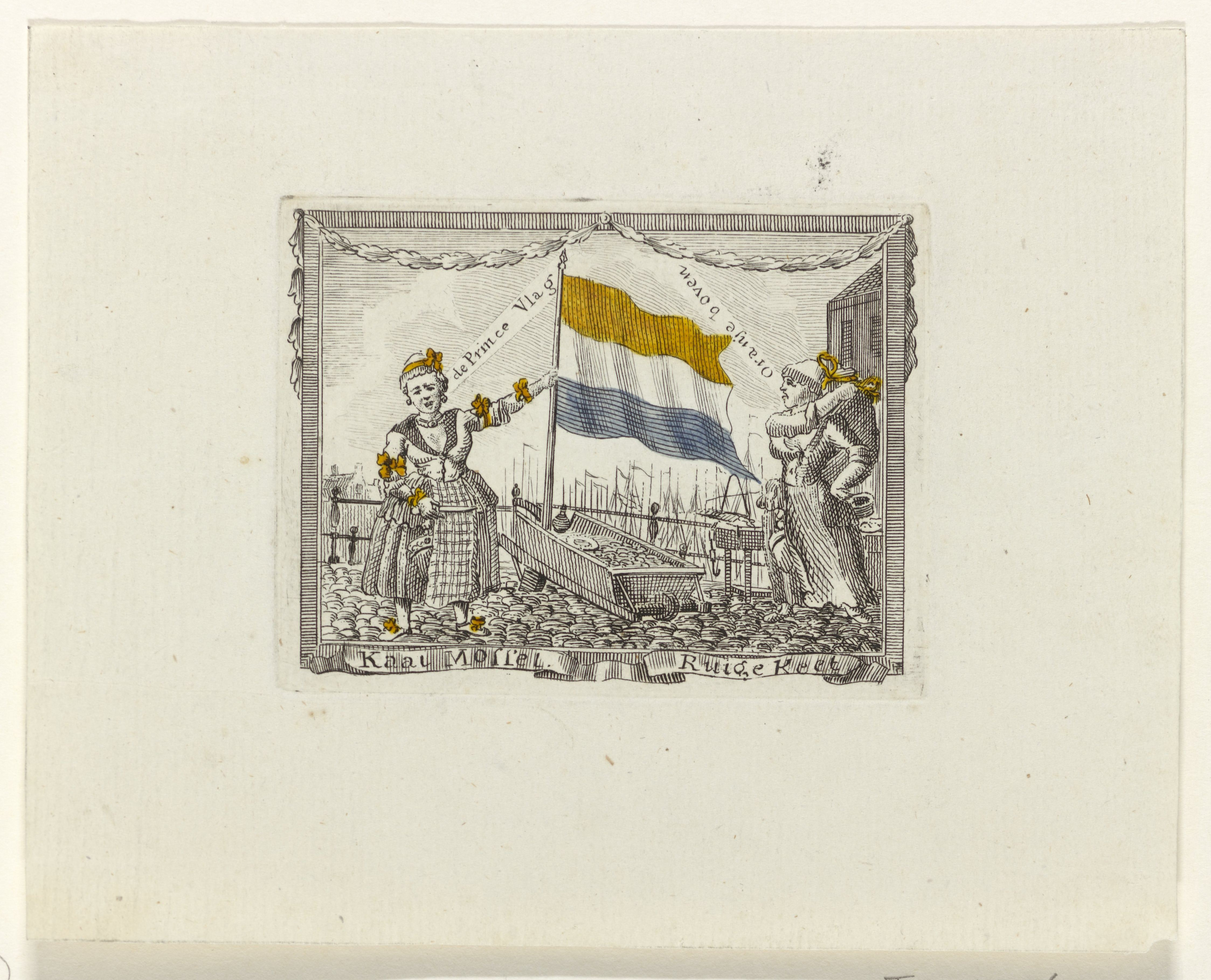
Een Patriotse spotprent van Kaat Mossel en Ruige Keet op de Prinsgezinden uit 1784. De twee dames staan naast een mosselkar met Prinsenvlag en roepen 'De Prince Vlag' en 'Oranje Boven!'.

De in de Doelstraat geboren volksvrouw was een fel aanhangster van Oranje en verklaard tegenstandster van de patriotten. De afkeer was wederzijds, de patriotten noemden haar een helleveeg, geneigd tot onrust en gewoel. Zij organiseerde geregeld demonstraties tegen de patriottische regenten, die vaak gepaard gingen met geweld, plundering en brandstichting. Het hoogtepunt van de demonstraties was ieder jaar op 8 maart, de verjaardag van stadhouder Willem V. Samen met andere volksvrouwen als Keet Zwenke (alias Ruige Keet) en Clasina Verreijn (alias Oranjemeid) en arbeiders als zakkendragers, korenmeters, kruiers, slepers, trok Kaat Mossel door de stad om de verjaardag van de stadhouder te vieren en hun aanhankelijkheid te demonstreren.
De patriotten waren die dag veel minder in feeststemming. Zij waren beslist geen aanhangers van de prins van Oranje en werden zowel op straat als thuis lastiggevallen. Ze werden gedwongen oranjelinten te dragen en geld te geven ter ere van de prins. Om zich te beschermen richtten de patriotten particuliere legereenheden (vrijkorpsen) op.
Voor haar aandeel in de onlusten die in 1783 en 1784 plaatsvonden, werd Kaat Mossel gevangengenomen en veroordeeld tot een zware gevangenisstraf. Haar advocaat, de dichter Willem Bilderdijk, zelf ook een overtuigd en vurig orangist, wist haar vonnis nog wel te verzachten door de rechters ervan te overtuigen dat ze haar leven niet zeker was in een Rotterdamse cel. Ze besloten haar op te sluiten in een gevangenis buiten de stad, het Voorpoort van het Hof van Holland in Den Haag. Het konvooi werd door gewapende militairen begeleid. In 1787, toen Willem V na tussenkomst van de Pruisen in zijn macht was hersteld, werd ze (met een schadevergoeding) vrijgelaten. Begeleid door een huldigingsleger van de prins keerde zij terug naar Rotterdam, waar ze haar betrekking als mosselkeurvrouw, keurmeesteres van mosselen bij de Mosseltrap op het eind van de Spaanschekade weer kon innemen.
Een anonieme patriottistische dichter schreef een waarschuwing aan het marktpubliek bij de mosselwagen:
Stadhouderes van 't Graauw, 't vermaak van laffe Grooten,
Het blinde werktuig van hun snood-baatzuchtig doel!
De lust van 't Hof! - De schrik der beste Stadgenooten!
Een helleveeg, geneigd tot onrust en gewoel.
Kaet Mossel, zo berucht in dees beroerde dagen,
Die op der braven naam den vuilsten laster braakt,
En voor 't Oranje-Huis gelyk een 'Bulhond waakt,
Pronkt hier, met de oproerleus, by haren Mosselwagen.
Toen de patriotten in 1795 met Franse steun terug aan de macht kwamen, werd Kaat Mossel direct ontslagen en "buiten de wet gesteld". Ze stierf drie jaar later op 29 juni 1798.

## Anderen
De Calvinistische en orangistische dominee Petrus Hofstede, "Malle Piet", was een van de aanstichters van het oproer in 1783.
Hij en Kaat Mossel worden soms in een adem genoemd met de Rotterdamse burgemeester Jacob van der Heim, die als raadsheer in de Admiraliteit van Rotterdam en belegger in oorlogsschepen een meer financieel dan ideologisch belang had bij het voortduren van de onrust.
De eveneens Calvinistische maar patriottische predikant Johan Jacob le Sage ten Broek werd vanwege zijn opvattingen door het Oranjegezinde Rotterdamse stadsbestuur in oktober 1787 uit zijn ambt ontzet maar kon na de omwenteling in 1795 terugkeren.

## Theater
In 1784 publiceerde een uitgeverij in Utrecht het toneelstuk Kaat Mossel voor den throon van Belzebub, waarin de auteur, anoniem, zich een voorstelling maakt van Kaat Mossel in de hel.
In 1898 schreef Anton van Sprinkhuijsen het zogenaamde kermisstuk Kaat Mossel  ter gelegenheid van de jaarlijkse kermis voor het toneelgezelschap van het Rotterdamse Tivolitheater. 
In 1994 ging de musical Kaat Mossel in première, naar een plot bedacht door Peter Blanker en Gerard Cox, op muziek van Jean Wiertz, Peter Blanker en Joris de Baat. Joke Bruijs vertolkte de titelrol, in samenwerking met onder meer het Rotterdams Operette Gezelschap. De eerste voorstelling vond plaats in De Doelen. Deze Rotterdamse concertzaal is niet genoemd naar Kaat Mossels geboortestraat, maar werd wel gebouwd in de buurt van waar de Doelstraat ooit had gelegen.

## Beeld
Op de Gedempte Botersloot staat sinds 1874 een monument ter herinnering aan de inname van Den Briel in 1572 met een vrouwfiguur, de Maagd van Holland. Veel Rotterdammers menen daarin Kaat Mossel te herkennen.